# Pripovedka
Pripovedka je zgodba, ki se je razvila iz bajke in pripoveduje o čudovitih dogodkih. V pripovedkah so poganski bogovi dobivali vedno bolj človeške poteze in sčasoma so jih popolnoma nadomestili domači junaki.
Pripovedke se delijo na več vrst: zgodovinske, junaške, razlagalne ter živalske in rastlinske.

## Značilnosti pripovedk:
- kraj in čas dogajanja sta ponavadi natančno določena,
- književne osebe so med drugim tudi nadnaravna bitja,
- navadno krajša književna pripoved o čudežnih in neverjetnih dogodkih, napisana v prozi,
- poudarja dobra dejanja in graja pred slabimi.

## Zgodovinska pripovedka
Zgodovinska pripovedka opisuje kako resnično zgodovinsko osebo, ki pa je med ljudstvom, ko je spomin nanjo že obledel, dobila prav čudežne poteze (ko se je odprla skala) in pretiravanje (ko se Matjažu brada ovije 9 krat okoli mize, se bo zbudil...) (Kralj Matjaž, Kraljevič Marko.)

## Junaška pripovedka
Junaška pripovedka govori o kakem povsem v ljudski domišljiji nastalem junaku. (Peter Klepec)

## Razlagalna pripovedka
Razlagalna ali aitiološka pripovedka (grško aitia - vzrok) skuša čudežno razložiti nenavaden pojav v naravi, kot npr. nastanek jezera, zemeljski udor ipd. ali kako zgodovinsko dejstvo, npr. ustanovitev samostana, razrušitev gradu.
Nekatere razlagalne pripovedke so zgodovinsko utemeljene, druge ne. Skoraj vsak kraj ima svojo aitiološko pripovedko. (Pripovedka o Šmarni gori, Rabeljsko jezero.)

## Živalska  in rastlinska pripovedka
Ta zvrst pripovedke je neverjetno zabavno izmišljena zgodba o živalih in rastlinah. Le te so personificirane, imajo človeške tako dobre kot slabe lastnosti in sicer vsaka svojo stalno značilnost: lev je kralj, lisica je zvita,
pes je zvest, vijolica je ponižna, lilija čista.
Živalske in rastlinske pripovedke nimajo poučnega namena, vseeno pa so s časom dobile kako zbadljivo ost in pisatelji so začeli pod živalsko in rastlinsko krinko bičati človeške napake.